# Zehna
Zehna ist eine Gemeinde im Süden des Landkreises Rostock in Mecklenburg-Vorpommern. Sie wird vom Amt Güstrow-Land mit Sitz in der zehn Kilometer nördlich liegenden Stadt Güstrow verwaltet.

## Geografie
Zehna am gleichnamigen See liegt zwischen den Städten Güstrow, Krakow am See und Goldberg im Norden der Mecklenburgischen Seenplatte am Rande des Naturparks Sternberger Seenland. Das hügelige Gelände erreicht nahe dem Ortsteil Braunsberg 77 m ü. NN. In der Nähe von Klein Breesen liegt der 37 Hektar große Breeser See im gleichnamigen Naturschutzgebiet. Südlich von der Kirche unterhalb der Anhöhe befindet sich der Zehnaer See.
Umgeben wird Zehna von den Nachbargemeinden Gutow im Norden, Mühl Rosin im Nordosten, Krakow am See im Osten, Reimershagen im Süden sowie Lohmen im Westen.
Zu Zehna gehören die Ortsteile Braunsberg, Groß Breesen, Klein Breesen und Neuhof.

## Geschichte

### Zehna
Fürst Nikolaus von Werle schenkte am 16. April 1291 dem Güstrower Domstift das Patronat der zum Archidiakonat des Güstrower Dompropstes gehörenden Kirche zu Zehna mit den Dörfern Groß Zehna und Wendisch Zehna.
Auf dem Herrenhof in Wendisch Zehna saß bis kurz vor 1400 die Familie von Zehna. 1298 bestätigte in Güstrow auch der Bischof Petrus zu Camin dem Güstrower Domstift das Patronat der Kirche zu Zehna. Während der Zeit des Erlöschens dieser Familie war 1357 dort schon der werlesche Vasall Machorius von Brüshaver, der die Pfandrechte beider Ortschaften durch Fürst Nikolaus von Werle erlangt hatte. Die von Passow lösten die von Brüsehaver nach einem kurzen Zwischenspiel vom Pfandbesitz ab und verdrängten sie.
1364 kamen die von Passow mit Heino de Partzow (von Passow) auf Zidderich in den Besitz von Zehna und den benachbarten Gütern Vietgest und Bellin. Er war der Stifter des Hauses Zehna. Vom alten Rittersitz hat sich nichts erhalten. Er wurde wahrscheinlich von den von Passow über den See verlegt. 1353 lagen die Knappen Christian und Godeke von Passow in Fehde mit dem Kloster Dobbertin. Bernhard von Passow verkaufte 1385 eine Rente an das Kloster Dobbertin. Otto von Passow zu Zehna verkaufte am 28. Dezember 1508 sein Erbe an die Priorin Anna von Dessin und Unterpriorin Katharina von Oldenburg vom Kloster Dobbertin, da seine Schwestern Adelheid und Anna dort Nonnen waren.
Claus von Passow war nach 1500 Holzvogt des Klosters Dobbertin in Goldberg und lag 1528 im Streit mit Henning von Holstein. Und 1520 gab Claus von Passow 300 Mark aus der Pacht von Zehna dem Kloster Dobbertin, da seine Töchter Catarina und Emerenz dort Nonnen in Dobbertin waren. Die Grabplatte von Mathias von Passow, der in der Jugend gegen die Türken in Ungarn kämpfte, befindet sich in der Kirche zu Zehna. Seine Gemahlin Anna von Finecke stiftete mit den Söhnen Carl und Günther 1591 die Grabplatte.
1605 erwarb Adam von Passow die letzten Anteile der von Gadow auf Zehna. Der herzoglich mecklenburgische Hofjunker Adam von Passow hatte auch Anteile in Bellin mit der dortigen Mühle, führte 1596 einen Prozess wegen der Mühle und heiratete 1592 Anna von Plessen, die Hofjungfer der Herzogin Elisabeth in Güstrow war. Die von Passow behielten Zehna bis 1657. Eine Belehnung wurde erst viel später urkundlich gemacht. Ihre Rechtsnachfolger waren die Freiherren von Sala, die 1675 den Allodialbrief über Zehna und Bellin und 1689 das Kirchenpatronat von Herzog Gustav Adolph von Mecklenburg-Güstrow erhielten. 1662 war Angelius von Sala Leibarzt von Herzog Gustav Adolph.
Um 1685 hatte das Kloster Dobbertin Ansprüche auf die Mühle in Zehna, es kam zum Vergleich mit Hans Christian von Sala. 1781 übernahm Hans Ernst Graf von Hardenberg den Besitz von Zehna, Bellin und Steinbeck mit dem Kirchenpatronat.
Am 1. Juli 1950 wurden die bisher eigenständigen Gemeinden Braunsberg, Groß Breesen und Neuhof eingegliedert.
 Dorf und Gut 

Das von den Cene 1291 begründete Bauerndorf Groß Zehna und mit Zuwanderern aus dem Westen besiedelt, ist das heutige Gut. Der Ort liegt in einer Talmulde am tief gelegenen See. Zu den Feldern geht es überall bergauf. Um 1573 hatte Günter von Passow Streit mit dem Herzog wegen der Straßenrechte an seinem Gut.
Um 1674 gab es in Zehna nach Verzeichnis im Amtsbuch noch Bauern, die als fremd ritterschaftliche Bauern bezeichnet wurden. Doch unter Hans Christian Freiherr von Sala waren sie 1694 mit ihren Höfen verschwunden. Die Bauernhöfe dürften an dem alten Landweg nach Lohmen gestanden haben, da war die Kirche tatsächlich noch im Dorf und gar nicht so abseits, wie es heute erscheint.
Um 1800 hatte Zehna mit den umliegenden Ortschaften eine Fläche von 1.600 Hektar Land. Zehna war Poststation, hatte neben dem Gut mit Park auch eine Pfarrkirche und Schule sowie eine Schmiede mit Krug.
Besitzfolge des Gutes 
- erwähnt 1263: Magorius (Machorius) de Cene
- erwähnt 1357: Marchorius von Brüshaver
- erwähnt 1364: Heino (de Partzow) von Passow auf Zidderich, Stifter des Hauses Zehna.[14]
- erwähnt 1373: Johann (Henneke) von Passow, 1353 in Fehde mit Kloster Dobbertin.
- 1376–1385: Bernhard von Passow[6]
- 1391–1400: Otto von Passow
- 1400–1440: Carsten von Passow
- 1440–1465: Christian von Passow
- 1465–1481: Carsten von Passow
- 1481–1506: Otto von Passow
- 1506–1509: Achim von Passow
- 1510–1523: Matthias von Passow (unterzeichnete 1523 die Union der Stände)
- 1523–1564: Mathias von Passow (seine Grabplatte in der Kirche in Zehna)
- 1605–1649: Adam von Passow, Patron zu Zehna
- 1649–1658: Hartwig von Passow
- 1658–1660: Familie von Passow
- 1660–1662: Mecklenburgischer Rat Günther von Passow
- 1662–1679: Hans Christian Freiherr von Sala
- 1679–1742: Kammerpräsident Hans Christian von Sala, Pächter Joachim Müller
- 1742–1762: Reichsgraf Gerd Carl von Sala
- 1762–1781: Familie von Sala
- 1781–1802: Hans Ernst Graf von Hardenberg
- 1802–1805: Kammerherr Friedrich Dietrich Joachim von Lepel
- 1805–1820: Gebrüder von Heimrod und Geschwister von Haynau
- 1820–1832: August Wilhelm Graf von Hessenstein
- 1832–1913: Johann Friedrich Traugott Kortüm
- 1913–1924: Wilhelm Schrader aus Hamburg[15]
- 1929–1945: Arthur Georgi senior aus Berlin-Charlottenburg[16]

Arthur Georgi sen. war Inhaber des Paul Parey Verlags in Berlin. Während und nach dem Zweiten Weltkrieg fanden Flüchtlinge Unterkunft auf dem Gut. Sowjetische Soldaten erschossen Arthur Georgi und seine Schwester am 3. Mai 1945 auf dem Nachbargut der Familie Freytag in Neuhof. Der Gutsinspektor und die Sekretärin wurden im Wald ermordet aufgefunden. Der Sohn Christian war mit seinen zwei Kindern auf dem Weg nach Zehna und überlebte. Mit der Bodenreform wurde die Erben Georgi 1945 enteignet. Das Gutshaus wurde Anfang 1980 durch Brand zerstört. 
Der ehemalige Gutshof ist heute keine geschlossene Anlage mehr. Für das abgebrannte eingeschossige Haupthaus mit hohem Souterrain wurde danach ein schlichter zweigeschossiger Putzbau errichtet. Erhalten blieben der Flügelanbau des ehemaligen Gutshauses, der Wasserturm und das Maschinenhaus. Von dem 1930 durch den Berliner Gartenarchitekten Erwin Barth angelegten Park ist nur wenig erhalten geblieben.

### Braunsberg
Das Gut Braunsberg gehörte nach den von Hardenbergs ab 1802 dem Kammerherrn Friedrich Joachim von Lepel ab 1831 Heinrich Friedrich Handt. In einer öffentlichen Versteigerung im November 1876 kaufte Wilhelm Bosselmann das Gut und es blieb bis 1945 in Familienbesitz. Das Gut mit einer Größe von 1600 Hektar Land, Wald und Wasser wurde landwirtschaftlich und viehwirtschaftlich genutzt. Um 1920 wurde der Gutshof und alle Gutsarbeiterwohnungen durch eine 35 m hohe Windturbine mit Strom versorgt. Wasser wurde mit Eimern aus der Dorfpumpe geholt.
Nach 1933 war der Gutsbesitzer Bosselmann zugleich Bürgermeister der Gemeinde. Anfang März 1945 kamen die ersten Flüchtlinge aus dem Osten und am 2. Mai 1945 dann die sowjetischen Soldaten. Der nicht geflohene Gutsbesitzer Bosselmann wurde zur sowjetischen Kommandantur in das Schulhaus beordert und wenige Meter vor dem Eingang erschossen. Seine Grabstelle befindet sich auf dem Friedhof in Zehna.
Besitzfolge des Gutes
- 1779–1781 Oberst Matthias von Bülow
- 1781–1800 Legationsrat und Landrat Hans Ernst Graf von Hardenberg
- 1800–1802 Geheimer Kammerrat Ernst Christian Graf von Hardenberg
- 1802–1804 Kammerherr Friedrich Joachim von Lepel
- 1804–1820 Gebrüder von Heimrod und Geschwister von Haynau
- 1820–1823 Caroline, Gräfin von Hessenstein
- 1823–1831 Oberhofmarschall August Wilhelm Graf von Hessenstein
- 1832–1857 Heinrich Friedrich Handt
- 1857–1876 Heinrich Handt
- 1876–1877 Wilhelm Bosselmann
- 1877–1884 Johannes Bosselmann
- 1911–1945 Wilhelm Bosselmann
- 1945 Bodenreform

### Groß Breesen
1850 wurde die vom Sturm umgeworfene Scheune durch das Klosteramt Dobbertin wieder errichtet.

### Neuhof
Das ehemalige als „Rittergut“ bezeichnete Allodialgut Neuhof hatte eine Größe von 345 Hektar. Im Jahre 1872 war an einem Abhang bei Neuhof, auf dem früher Eichen standen, in einer Tiefe von vier bis fünf Fuß in horizontaler Lage ein gut erhaltenes Schwert von Bronze gefunden worden. Dieses schenkte der Gutsbesitzer Gösch dem Verein für mecklenburgische Geschichte und Altertumskunde in Schwerin.
1926 kaufte Kurt Freytag das Gut vom bisherigen Verpächter Graf Bernstorff und dessen Schwiegersohn Baron von Stenglin für 240.000 Reichsmark. Am 18. Mai 1926 kamen die Freytag mit 30 Pferden, 50 Kühen, 20 Sauen, Jungvieh und Fohlen, vielen Maschinen und landwirtschaftliche Geräten nach Neuhof. Das Wohnhaus war gut erhalten, doch die landwirtschaftlichen Gebäude in einem baulich schlechtem Zustand.
Bei einem schweren Gewitter im August 1929 schlug der Blitz in eine hohe Pappel neben der großen reetgedeckten Scheune ein. Es brannten auch noch die zweite Scheune, die Wagenremise und der Schweinestall ab. Nach dem Neubau kam die Wirtschaftskrise auch nach Neuhof. Im März 1945 kamen die Flüchtlinge aus dem Osten, im Mai 1945 dann die Russen. Nach „dem grausigen Mordtag“, der Erschießung der Zehnaer Gutsbesitzer Georgi durch die Russen begann auch in Neuhof „die große Plünderung“.

## Gemeindevertretung und Bürgermeister
Der Gemeinderat besteht (inkl. Bürgermeister) aus acht Mitgliedern. Bei der Wahl zum Gemeinderat am 26. Mai 2019 erreichte die Wählergemeinschaft Gemeinde Zehna 100 % der Stimmen und damit alle acht Sitze.
Bürgermeister der Gemeinde ist Fred Lange, er wurde mit 76,1 % der Stimmen gewählt.

## Wirtschaft und Infrastruktur
Die Gemeinde ist von der Landwirtschaft geprägt. Durch den Süden des Gemeindegebietes führen zwei Europa-Wanderwege. In der Gemeinde gibt es eine Kindertagesstätte, eine Schule sowie die Feldsteinkirche.

## Kultur und Sehenswürdigkeiten
- Gutsanlage mit Gutshausflügel und Wasserturm sowie Park in Zehna
- Dorfkirche Zehna
- Gutsanlage in Braunsberg

Kultur und Sehenswürdigkeiten
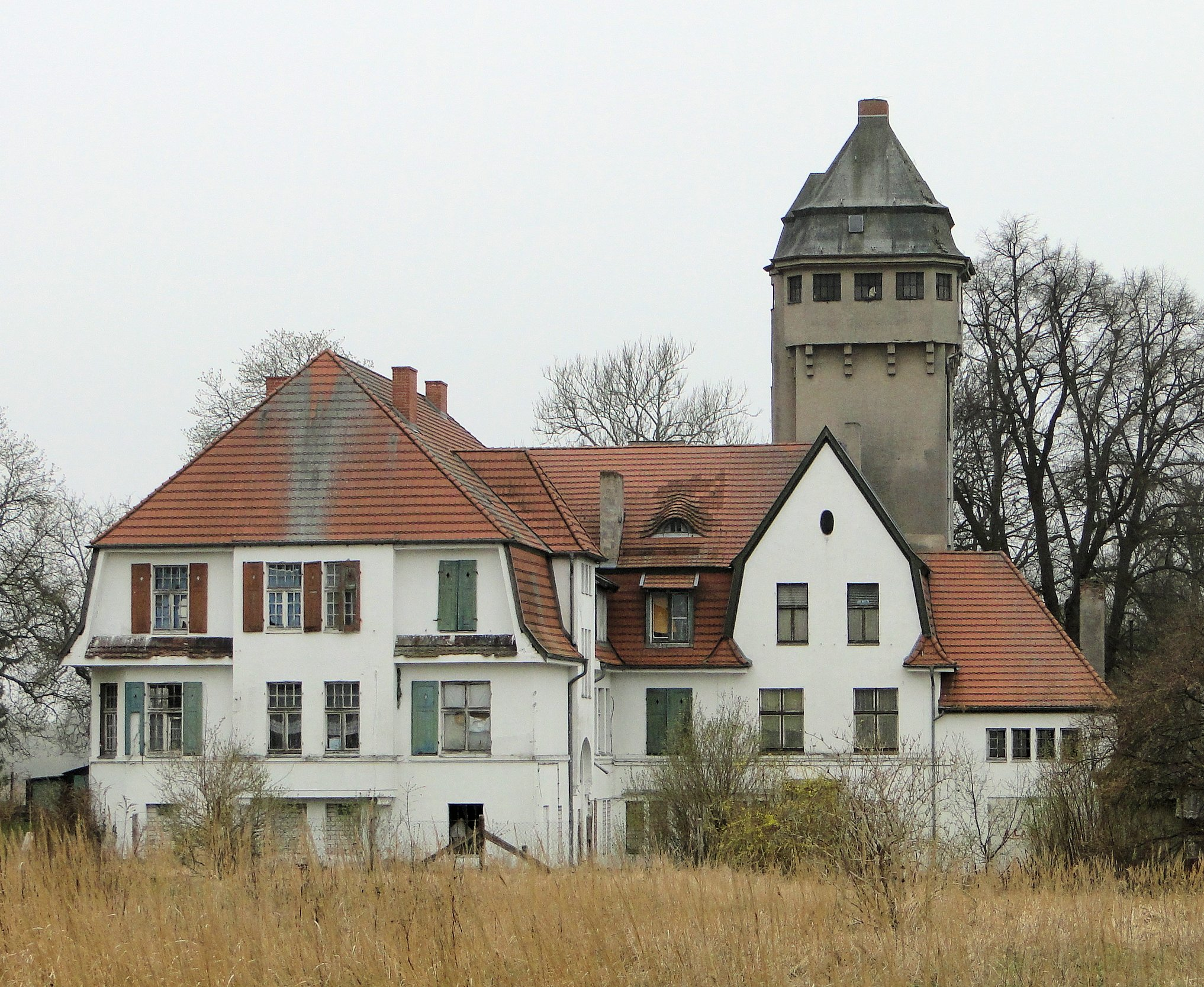
Nördlicher Flügelanbau des ehemaligen Herrenhauses mit Wasserturm (2013)
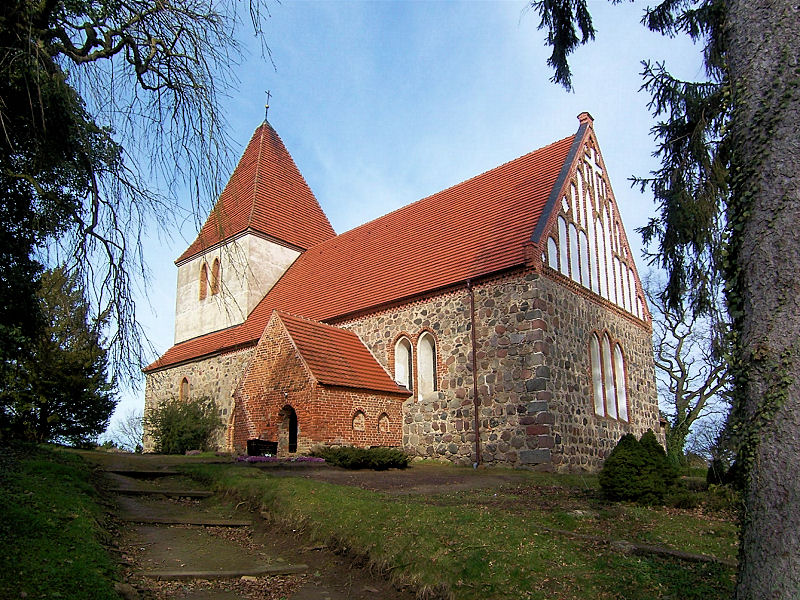
Dorfkirche Zehna (2008)
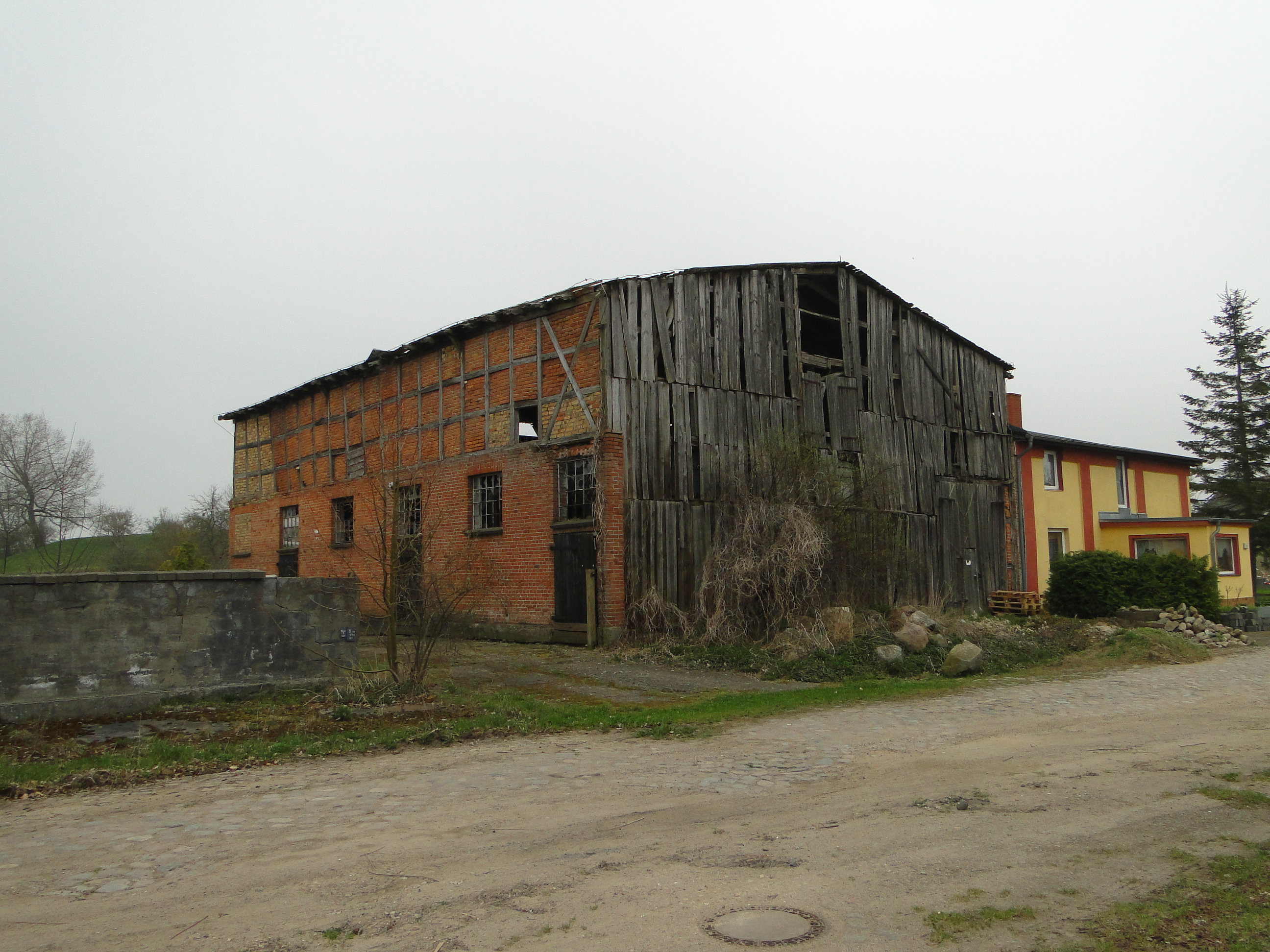
Verfallene Scheune des ehemaligen Gutes (2013)

## Verkehrsanbindung
Die Gemeinde Zehna liegt an der Verbindungsstraße von Goldberg nach Güstrow. Der nächstgelegene Bahnhof befindet sich in der neun Kilometer entfernten Kreisstadt Güstrow.

### Gedruckte Quellen
- Mecklenburgisches Urkundenbuch (MUB)
- Mecklenburgische Jahrbücher (MJB)

### Ungedruckte Quellen
- Landeshauptarchiv Schwerin (LHAS)
  - LHAS 1.5-4/3 Urkunden Kloster Dobbertin.
  - LHAS 3.2-3/1 Landeskloster/Klosteramt Dobbertin.
    - 7.2.1 Gerichtsbarkeit, Nr. 3304 Vergleich des Klosters mit von Sala wegen der Mühle.
    - 7.4.1 Grenzen, Nr. 4645 Grenze von Groß Breesen mit Klein Breesen und Louisenhof 1768, 1850, 1870.

  - LHAS 5.12-3/1 Mecklenburg-Schwerinsches Ministerium des Innern.
    - Nr. 5253/1 Landgemeinde Zehna 1921–1947.
    - Nr. 10 179 Standesamtsbezirk Zehna 1875–1950.
    - Nr. 24 222 Wegebesichtigung, Nebenweg Groß Breesen nach Zehna wird Hauptweg 1902.

  - LHAS 5.12-3/19 Großherzogliche Ansiedlungskommission.
    - Nr. 60 Abtrennungen aus dem Gut Zehna 1904–1906.

  - LHAS 5.12-4/3 Ministerium für Landwirtschaft, Domänen und Forsten, Abt. Siedlungsamt.
    - Nr. 465 Zehna, Ritterschaftliches Landgut Zehna 1921–1929.

  - LHAS 5.12-7/1 Mecklenburg-Schwerinsches Ministerium für Unterricht, Kunst, geistliche und Medizinalangelegenheiten.
    - Nr. 5737 Stelleneinkommen der Pfarre zu Zehna 1906–1921.
    - Nr. 8258 Emeritierung der Geistlichen der Pfarre zu Zehna 1909–1911.

  - LHAS 9.1-1 Reichskammergericht. Prozeßakten 1495–1806.
    - Nr. 5 Streit Günther von Passow auf Zehna im Amt Güstrow als mecklenburgischer Rat und Hauptmann zu Crivitz gegen Herzog Christian Ludwig I. von Mecklenburg-Schwerin 1660–1682.
    - Nr. 6 Hartwig von Passow 1649.
    - Nr. 880 Streit um Widerruf einer Beleidigung vor dem Hofgericht zu Schwerin 1583.
    - Nr. 946 Beleidigung und Pfändung von Ochsen in einem Streit um Weidegerechtigkeit auf der Feldmark Zehna mit Kammerpräsident Johann Christian von Sala auf Bellin.
- Landesamt für Kultur und Denkmalpflege Mecklenburg-Vorpommern (LAKD)
  - Abt. Landesdenkmalpflege, Archiv, Akten Zehna.

## Karten
- Direktorial-Vermessungskarte Von dem Hochadelichen Dobbertinschen Klosteramt 1759.
- Wiebekingsche Karte von Mecklenburg 1786.
- Offizielle Rad- und Wanderkarte Naturpark Nossentiner/Schwinzer Heide 2010.